# Lijst van rijksmonumenten in Ressen
De plaats Ressen telt 8 inschrijvingen in het rijksmonumentenregister. Hieronder een overzicht.
| Object | Oorspronkelijke functie? | Bouwjaar                                          | Architect | Locatie               | Coördinaten?                  | Nr.?   | Afbeelding        |
| --- | ------------------------ | ------------------------------------------------- | --------- | --------------------- | ----------------------------- | ------ | ----------------- |
| Terrein met daarin restanten van bewoning | Archeologisch monument   | Mesolithicum, Neolothicum en IJzertijd            |           |                       | 51° 52' 57" NB, 5° 51' 17" OL | 511804 | Upload foto       |
| Terrein waarin nederzettingsresten | Archeologisch monument   | Mesolithicum en Neolithicum                       |           |                       | 51° 52' 51" NB, 5° 51' 42" OL | 515197 | Upload foto       |
| Hervormde Kerk. Eenbeukige dorpskerk met romaans, tufstenen schip en gotisch koor, overdekt met kruisribgewelven, overwelfde kapel tegen de zuidzijde van het koor                                 | Kerk en kerkonderdeel    | 12e eeuw                                          |           | Kerkenhofstraat 3     | 51° 53' 24" NB, 5° 52' 6" OL  | 8944   | Meer afbeeldingen |
| Toren van de Hervormde Kerk | Kerk en kerkonderdeel    | 12e eeuw                                          |           | Kerkenhofstraat bij 3 | 51° 53' 24" NB, 5° 52' 6" OL  | 8945   | Meer afbeeldingen |
| Nederlands Hervormde Pastorie. Gepleisterd pand, bestaande uit twee parallel lopende vleugels met verdieping en schilddak. Vensters met zes- en vierruitsramen en, bij de parterrevensters, luiken | Woonhuis                 | midden 19e eeuw                                   |           | Ressensestraat 48     | 51° 53' 29" NB, 5° 51' 60" OL | 8946   | Meer afbeeldingen |
| Boerderij "Het Groote Meer" | Boerderij                | 1871 (woongedeelte) 1778 (daklijst) 1863 (schuur) |           | Slenkweg 2            | 51° 53' 19" NB, 5° 52' 1" OL  | 8947   | Meer afbeeldingen |
| Boerderij "De Woerd" | Boerderij                | midden 19e eeuw                                   |           | Woerdsestraat 4       | 51° 53' 21" NB, 5° 52' 18" OL | 8948   | Meer afbeeldingen |
| Hoeve "De Kleine Lucht" | Woonhuis                 | waarschijnlijk 17e eeuw                           |           | Zandsestraat 24       | 51° 52' 53" NB, 5° 52' 42" OL | 8949   | Meer afbeeldingen |